# Dmytro Władow
Dmytro Mychajłowycz Władow, ukr. Дмитро Михайлович Владов (ur. 12 marca 1990 roku we wsi Zoria, w obwodzie odeskim) – ukraiński piłkarz, grający na pozycji pomocnika.

## Kariera piłkarska

### Kariera klubowa
Wychowanek DJuSSz-11 Czornomoreć Odessa, barwy którego bronił w juniorskich mistrzostwach Ukrainy (DJuFL). W lipcu 2007 rozpoczął karierę piłkarską w drużynie rezerw Czornomorca Odessa. 1 sierpnia 2009 roku debiutował w Premier-lidze w meczu z Karpatami Lwów (3:0). Na początku 2012 odszedł do Nywy Winnica.

### Kariera reprezentacyjna
Występował w juniorskiej reprezentacji Ukrainy.

## Sukcesy i odznaczenia

### Sukcesy klubowe
- wicemistrz Pierwszej Lihi Ukrainy: 2011